# 이금기
이금기(Lee Kum Kee Company Limited, 중국어: 李錦記有限公司, 이금기유한공사)는 다양한 중국 및 아시아 소스 제조를 전문으로 하는 홍콩 기반의 식품 회사이다. 1888년 광둥성 난수이에서 이금성이 설립한 이금기는 굴소스, 간장, 호이신소스, XO소스, 원스텝레시피소스, 칠리소스, 요리재료, 디핑 등 200여종의 중국식 소스를 생산하고 있다. 이 그룹은 또한 2017년 7월 런던의 랜드마크인 워키토키 마천루를 13억 파운드에 구입했는데, 이는 영국 단일 건물로는 기록적인 거래였다.

## 역사
이 회사는 홍콩에 본사를 두고 있지만 중국을 포함한 전 세계 100여 개국과 북미, 유럽, 동남아시아, 호주 및 뉴질랜드를 포함한 많은 해외 시장에서 제품을 판매하고 있다. 주요 브랜드인 이금기(중국어 번체: 李錦記; 중국어 간체: 李锦记; Jyutping: Lei5 Gam2 gei3; 병음: Lǐ Jǐn jì)는 중국 전역과 화교 커뮤니티에서 인기가 높다. 이금기는 2004년 홍콩 탑 브랜드 어워드에서 온라인에서 가장 인기 있는 브랜드로 선정되었다.
이 회사는 요리된 굴을 파는 광둥 주하이 난수이의 작은 식당의 요리사인 이금성에 의해 설립되었다. 1888년에 그는 이금기 회사를 설립하여 굴 소스, 주요 소스, 조미료 및 조미료를 광동 및 중국 남부 요리에 판매했다. 이씨 가족이 가족 기업으로 계속 운영하고 있다.
1902년부터 1932년까지 회사 사무실은 마카오에 있었고 1932년에는 홍콩의 최신 본사로 이전했다. 이금기 회장은 로스엔젤레스의 캘리포니아 시티 오브 인더스트리에 미국 본사를, 온타리오주 토론토에 캐나다 본사를 열었다. 생산 기지는 신후이구, 황푸, 홍콩, 말레이시아 및 로스앤젤레스에 있다. 신후이 공장은 1,700에이커에 달하는 최대 공장이다.
2016년 4월 이금기 가족은 이금성 건강과 행복 센터 기금으로 2,100만 달러를 기부했다.
2019년에 가족의 가치는 약 150억 달러였다.